# Meister (Familienname)
Meister ist ein deutscher Familienname.

## Namensträger

### A
- Abraham Meister (1901–1990), deutscher Theologe
- Adolf Meister (* 1931), deutsch-dänischer Jesuit und Künstler
- Albert Meister, siehe Albrecht Ludwig Friedrich Meister (1724–1788), deutscher Mathematiker, Physiker und Hochschullehrer
- Albert Meister (Politiker) (1895–1942), deutscher Politiker (NSDAP)
- Albert Meister, eigentlicher Name von Al Lewis (1923–2006), US-amerikanischer Schauspieler
- Albert Meister (Soziologe) (1927–1982), Schweizer Soziologe
- Albrecht Ludwig Friedrich Meister (1724–1788), deutscher Mathematiker, Physiker und Hochschullehrer
- Alexander Karlowitsch Meister (1865–1938), russischer Geologe, Petrograph und Mineraloge
- Alfred Meister (1888–1914), deutscher Maler
- Alfred Meister (Ruderer) (* 1942), Schweizer Ruderer
- Aloys Meister (1866–1925), deutscher Historiker
- Andi Meister (* 1938), estnischer Ingenieur und Politiker
- Andreas Meister (* 1966), deutscher Mathematiker und Hochschullehrer
- August Meister (1873–1939), deutsch-schweizerischer Lokomotivkonstrukteur

### B
- Beat Meister (* 1965), Schweizer Radrennfahrer
- Bernd Meister (* 1943), deutscher Fußballspieler
- Bernhard Meister (1869–1930), deutscher Offizier
- Birgitta Kleinschwärzer-Meister (* 1969), deutsche Theologin und Hochschullehrerin
- Bo Meister (* 1999), deutscher Basketballspieler

### C
- Cäsar Meister (1927–2017), deutscher Politiker (SPD), Bausenator in Hamburg und Mitglied der Hamburgischen Bürgerschaft
- Carl Meister (Schauspieler) (1818–1876), deutscher Schauspieler und Regisseur
- Carl Meister (Kaufmann) (1888–1962), deutscher Kaufmann und Historiker
- Carl Friedrich Wilhelm Meister (1827–1895), deutscher Kaufmann und Industrieller
- Carl Ludwig Daniel Meister (1800–1877), deutscher Kaufmann und Politiker
- Carolin Meister (* 1969), Professorin für Kunstgeschichte
- Casimir Meister (1869–1941), Schweizer Komponist, Kirchenmusiker und Volksliedsammler
- Christian Friedrich Georg Meister (1718–1782), deutscher Rechtswissenschaftler und Hochschullehrer
- Christoph Georg Ludwig Meister (1738–1811), deutscher reformierter Geistlicher, Theologe und Kirchenlieddichter
- Cornelius Meister (* 1980), deutscher Pianist und Dirigent

### D
- Deborah Meister (* 1990), schweizerisch-US-amerikanische Schauspielerin
- Derek Meister (* 1973), deutscher Autor
- Dietrich Meister (1927–2014), deutscher Politiker (CDU)
- Doris Meister (* 1952), deutsche Schwimmerin und Olympiateilnehmerin
- Dorothee Meister (* 1960), deutsche Erziehungswissenschaftlerin und Medienpädagogin

### E
- Eckard Meister (1885–1914), deutscher Rechtswissenschaftler und Rechtshistoriker
- Edgar Meister (* 1940), deutscher Politiker (SPD) und Bankmanager
- Eduard Meister (1911–1991), Schweizer Organist
- Edwin Meister (1884–1970), deutscher Textiltechnologe und Hochschullehrer
- Else Meister (1912–2005), deutsche Schriftstellerin
- Erhard Meister (1948–2013), Schweizer Politiker
- Ernst Meister (Maler) (1832–1904), deutscher Maler
- Ernst Meister (Geologe) (1887–1939), deutscher Geologe
- Ernst Meister (Landrat), deutscher Landrat
- Ernst Meister (Schriftsteller, 1900) (1900–1972), deutscher Schriftsteller
- Ernst Meister (Schriftsteller, 1911) (1911–1979), deutscher Schriftsteller
- Ernst Meister (Schauspieler) (1926–1986), österreichischer Schauspieler
- Eugen Meister (1886–1968), Schweizer Maler

### F
- Ferdinand Meister (1828–1915), deutscher Klassischer Philologe und Gymnasiallehrer
- Franz Meister (1923–2012), Schweizer Architekt
- Franz Josef Meister (1904–nach 1971), deutscher Akustiker und Hochschullehrer
- Franz Xaver Meister (1810–1872), deutscher Pädagoge und Meteorologe
- Friedrich Meister (Schriftsteller) (1841–1918), deutscher Schriftsteller
- Friedrich Meister (Botaniker) (1860–1954), Schweizer Lehrer und Botaniker
- Friedrich Wilhelm Meister (1870–1946), deutscher Verwaltungsjurist und Richter
- Fritz Meister (Schauspieler) (1856–1929), deutscher Schauspieler
- Fritz Meister (Politiker) (1896–1976), deutscher Politiker (SPD)

### G
- Georg Meister (Fabrikant) (1858–1933), deutscher Fabrikant und Unternehmensgründer
- Georg Meister (Architekt), deutscher Architekt
- Georg Meister (Förster) (1929–2022), deutscher Förster und Autor
- Georg Jacob Friedrich Meister (1755–1832), deutscher Rechtswissenschaftler
- George Meister (1653–1713), deutscher Hofgärtner und Botaniker
- Georgi Karlowitsch Meister (1873–1938), russischer Biologe, Pflanzenzüchter und Hochschullehrer
- Gérard Meister (1889–1967), französischer Schwimmer
- Gerhard Meister (* 1967), Schweizer Bühnenautor und Spokenword-Künstler
- Gerrit Meister (* 1986), deutsch-US-amerikanischer American-Football-Spieler
- Gertrud Meister-Zingg (1898–1984), Schweizer Keramikerin, siehe Heinrich und Gertrud Meister-Zingg
- Gisela Meister-Scheufelen (* 1956), deutsche Politikerin (CDU), MdL
- Guido G. Meister (* 1922?), deutscher Übersetzer

### H
- Hans Meister (Offizier) (1862–nach 1905), Oberstleutnant, Kolonial-Kommandeur in Südwestafrika
- Hans Meister (Trompeter) (1930–2010), österreichischer Trompeter und Hochschullehrer
- Hans Meister (Psychologe) (1936–2010), deutscher Psychologe, Sonderpädagoge und Hochschullehrer
- Hans Meister (Eishockeyspieler) (* 1954), deutscher Eishockeyspieler
- Hans-Peter Meister (1909–1978), deutscher Jurist und Unternehmer
- Heinrich Meister (1842–1906), deutscher Gewerkschafter und Politiker (SPD)
- Heinrich Meister (1894–1972), Schweizer Keramiker, siehe Heinrich und Gertrud Meister-Zingg
- Heinz Meister, Spieleautor
- Helga Meister (* 1939), deutsche Kulturjournalistin
- Henrik Meister (* 2003), dänischer Fußballspieler
- Herbert von Meister (1866–1919), deutscher Industrieller und Politiker
- Herbert Meister (Beamter) (1925–2013), österreichischer Jurist und Verwaltungsbeamter
- Herbert Meister (Verleger), deutscher Verleger, siehe Rosenheimer Verlagshaus
- Herbert E. Meister (* 1946), deutscher Jurist
- Hermann Meister (1890–1956), deutscher Verleger und Schriftsteller
- Horst Meister (* 1937), deutscher Künstler
- Hubert Meister (1938–2010), deutscher Organist und Musikwissenschaftler
- Hugo Meister (1901–1956), deutscher Politiker (KPD)

### J
- Jacques-Henri Meister (Jakob Heinrich Meister; 1744–1826), Schweizer Schriftsteller, Theologe und Redakteur
- Jakob Meister (* 1955), deutsch-russischer Schachspieler
- Jan Bernhard Meister (* 1981), Schweizer Historiker und Hochschullehrer
- Jan Christoph Meister (* 1955), Germanist, Literaturwissenschaftler und Hochschullehrer
- Johann Meister (General, 1856) (1856–1928), österreichischer Feldzeugmeister
- Johann Meister (General, 1862) (1862–1943), deutscher General
- Johann Meister (Fußballspieler), österreichischer Fußballspieler
- Johann Koch genannt Meister (um 1430–1487), Basler Buchdrucker
- Johann Christian Friedrich Meister (1758–1828), deutscher Jurist und Hochschullehrer
- Johann Friedrich Meister († 1697), deutscher Komponist und Organist
- Johann Heinrich Meister (1700–1781), Schweizer Theologe und Geistlicher
- Johannes Meister (Politiker) (1892–1966), deutscher Jurist und Politiker (NSDAP)
- Johannes Meister (Jurist) (* 1976), deutscher Jurist und Richter
- Johannes Meister (Schauspieler) (* 1998), deutscher Schauspieler
- Johannes Friedrich Meister (1926–2014), deutscher Geistlicher
- Joseph Meister (1876–1940), französischer gegen Tollwut geimpfter Mann
- Jürg Meister (* 1958), Schweizer Architekt und Gründer von nextroom

### K
- Karl Meister (Sänger) (auch Carl Meister; 1875?–nach 1920), deutscher Opernsänger (Tenor)
- Karl Meister (Philologe) (1880–1963), deutscher Philologe
- Karl Meister (Baseballspieler) (Dutch; 1881–1967), US-amerikanischer Baseballspieler
- Karl Meister (Komponist) (1903–1986), deutscher Komponist und Musikpädagoge
- Karl Meister (Fußballspieler) (* 1958), österreichischer Fußballspieler
- Karl Severin Meister (auch Carl Severin Meister; 1818–1881), deutscher Musiklehrer, Komponist und Hymnologe
- Klaus Meister (* 1938), deutscher Althistoriker
- Konrad Meister (1930–2002), deutscher Pianist und Musikpädagoge
- Kurt Meister (1901–1961), deutscher Schauspieler, Regisseur, Autor und Hörspielsprecher
- Kurt Meister (Orchesterdirektor) (* 1946), seit 2008 Leiter des Qatar Philharmonic Orchestra

### L
- Leonard Meister (1741–1811), Schweizer Theologe und Universalgelehrter
- Lothar Meister I (1931–2021), deutscher Radsportler
- Lothar Meister II (1928–2019), deutscher Radsportler
- Lucas Meister (* 1996), Schweizer Handballspieler
- Ludwig Meister (1889–1914), deutscher Klassischer Philologe
- Lukas Meister (* 1986), deutscher Singer-Songwriter, Musiker und Texter

### M
- Marc-Patrick Meister (* 1980), deutscher Fußballtrainer
- Marion Meister (* 1974), deutsche Kinder- und Jugendbuchautorin
- Martin Meister I. (um 1560–1625), deutscher Ordensgeistlicher und Landgraf
- Martin Meister (Journalist), deutscher Wissenschaftsjournalist
- Michael Meister (Politiker, 1961) (* 1961), deutscher Politiker (CDU)
- Michael Meister (Politiker, 1974) (* 1974), deutscher Politiker (AfD)
- Monika Meister (* 1949), österreichische Theaterwissenschafterin

### N
- Nathan Meister, neuseeländischer Schauspieler
- Nicolas Meister (Tennisspieler) (* 1989), US-amerikanischer Tennisspieler
- Nicolas Meister (Fußballspieler) (* 1999), österreichischer Fußballspieler
- Nikolas Meister (1809–1883), deutsch-amerikanischer Maler
- Nora Meister (* 2003), Schweizer Schwimmerin

### O
- Olaf Meister (* 1971), deutscher Politiker (Grüne), MdL
- Oskar Meister (Jurist) (1885–nach 1952), österreichisch-mährischer Jurist und Bibliothekar
- Oskar Meister (1892–nach 1956), deutscher Verwaltungsjurist und Landrat
- Otto Meister (Unternehmer, 1873) (1873–1937), Schweizer Unternehmer und Ingenieur
- Otto Meister (Maler, 1887) (1887–1969), Schweizer Maler
- Otto Meister (Maler, 1892) (1892–1959), deutscher Maler
- Otto Meister (Unternehmer, 1904) (1904–1984), deutscher Unternehmer und Stiftungsgründer

### P
- Paul Meister (General) (1864–1939), deutscher Generalleutnant
- Paul Meister (Fechter) (1926–2018), Schweizer Fechter
- Peter Meister (Mediziner) (1931–2019), deutscher Pathologe und Hochschullehrer
- Peter Meister (Bildhauer) (1934–1999), Schweizer Bildhauer
- Peter Meister (Fußballspieler) (1954–2014), österreichischer Fußballspieler
- Peter Meister (Schachspieler) (* 1966), deutscher Schachspieler
- Peter Meister (Filmregisseur) (* 1987), deutscher Filmregisseur und Drehbuchautor

### R
- Ralf Meister (* 1962), deutscher Theologe und Geistlicher, Bischof in Hannover
- Richard Meister (1881–1964), österreichischer Philologe und Pädagoge
- Richard Meister (Epigraphiker) (1848–1912), deutscher Epigraphiker, Sprachwissenschaftler und Gymnasiallehrer
- Richard Meister (Mediziner) (* 1943), deutscher Chirurg
- Rudolf Meister (General) (1897–1958), deutscher General
- Rudolf Meister (Glastechniker) (vor 1926–1998), deutscher Glastechniker
- Rudolf Meister (Pianist) (* 1963), deutscher Pianist und Hochschullehrer
- Rupert Meister (* 1965), deutscher Eishockeytorwart

### S
- Sibylle Meister (* 1963), deutsche Politikerin (FDP), MdA Berlin
- Siegfried Meister (1903–1982), deutscher Ingenieur und Politiker (CDU)
- Siegfried Meister (Unternehmer) (1938–2017), deutscher Unternehmer und Firmengründer
- Simon Meister (1796–1844), deutscher Maler
- Sophie Meister (* 1981), deutsche Schauspielerin und Model
- Stefan Meister (* 1975), deutscher Politikwissenschaftler
- Stefanie Meister (* 1996), Schweizer Unihockeyspielerin

### T
- Tara Meister (* 1997), österreichische Ärztin und Autorin
- Thomas Hermann Meister (* 1955), deutscher Diplomat
- Tobias Meister (* 1957), deutscher Schauspieler und Synchronsprecher
- Tristan Meister (* 1989), deutscher Dirigent und Chorleiter

### U
- Ulrich Meister senior (1801–1874), Schweizer Politiker
- Ulrich Meister junior (1838–1917), Schweizer Politiker
- Ulrich Meister (Künstler) (1947–2023), deutsch-schweizerischer Künstler
- Ulrich Meister (Manager) (* 1960), deutscher Manager

### W
- Walter Meister (* 1940), deutscher Lehrer und Heimatforscher
- Werner Meister (1889–1969), Schweizer Politiker (BGB)
- Wibke Meister (* 1995), deutsche Fußballspielerin
- Wilhelm Meister (1827–1895), deutscher Unternehmer, siehe Carl Friedrich Wilhelm Meister
- Wilhelm von Meister (1863–1935), deutscher Diplomat
- Wilhelm Meister, ein Pseudonym von Paul Bang (1879–1945), deutscher Politiker (DNVP), MdR
- Wilhelm Meister (Hotelier) († 1993), deutscher Rechtsanwalt, Hotelfachmann und -inhaber
- Willi Meister (1918–2012), Schweizer Maler und Zeichner
- Wolfgang Meister (* 1935), deutscher Karnevalist